# Edvard Mellberg
Edvard Julius Mellberg, född 2 juli 1842 i Jakobstad, död 8 mars 1905 i Helsingfors, var en finländsk skolman och fysiker.
Mellberg blev lektor i matematik vid Vasa lyceum 1865, filosofie doktor 1871 och var överlärare i matematik och naturvetenskap vid Svenska normallyceum i Helsingfors 1878–1905. Han var prorektor 1896–1905 och tillförordnad rektor vårterminen 1894. Han skrev en rad läroböcker i algebra, geometri och fysik, bland annat den mycket använda Lärobok i fysik (1887) och publicerade vetenskapliga undersökningar bland annat om vätskors viskositet och om färgblindhet. Han tilldelades professors titel 1895.